# 許國榮
許國榮（？—？），字允尊，南直隶苏州府太仓州人。

## 生平
二岁丧父，家绝贫，母朱氏育之。万历四十三年（1615年）乙卯科应天乡试举人，天啓五年（1625年）乙丑科進士，授太常博士，崇祯三年（1630年）选工科给事中。时太监掌厂事，逻卒詗刺，中外目慑。又张彝宪总督户、工两部，凌部曹，国荣上疏极论，触彝宪恨。未几，外解铅至，国荣监收，固中额，中人报闕少，激上怒，褫职。后七年，事白，起应天府照磨，量移光禄寺署丞，病卒。国荣在谏垣，章数十上，论复大宁，救罪谪诸臣，尤中事要。事母至孝，母性严，少不如指即诟谇，国荣长跪请，母色霁方起，以为常。与人交，有本末，周恤亲党，多待以举火者。